# Prezidentské volby v Palestině 2005
Prezidentské volby v Palestině 2005 se uskutečnily dne 9. ledna 2005 na území Palestinské autonomie (Západní břeh Jordánu a Pásmo Gazy). Volby byly pořádány v důsledku úmrtí dosavadního prezidenta Jásira Arafata v listopadu 2004. Šlo o první volby od všeobecných voleb v roce 1996 a celkově druhé celostátní volby v Palestině. Prezidentem byl zvolen předseda Organizace pro osvobození Palestiny Mahmúd Abbás z Fatahu.

## Průběh
Ústřední volební komise (ÚVK) vynaložila obrovské úsilí na registraci všech oprávněných palestinských voličů, ale téměř třetina oprávněných voličů se nezaregistrovala nebo se zaregistrovat nemohla. Problémy byly způsobeny neaktuálním registrem obyvatel a překladem arabských jmen, která byla na izraelských průkazech totožnosti v hebrejštině. Ve snaze zvýšit nízkou volební účast přijala volební komise v posledních hodinách volebního dne kontroverzní rozhodnutí umožnit neregistrovaným voličům hlasovat pouze pomocí svých průkazů totožnosti, což vyvolalo obavy z vícenásobného hlasování. Jeden palestinský volební úředník pod podmínkou anonymity řekl agentuře AP, že změny přišly po silném tlaku hnutí Fatah Mahmúda Abbáse, které se obávalo, že by nízká volební účast mohla Abbáse oslabit. Den před volbami byl celkový počet registrovaných voličů 1 092 407 (podle tiskové zprávy ústřední volební komise).
Volby sledovala řada mezinárodních pozorovatelů, včetně bývalého amerického prezidenta Jimmyho Cartera a v té době amerických senátorů Joea Bidena a Johna E. Sununu.
ÚVK tvrdila, že během voleb do několika volebních místností vtrhli Izraelci. Zasažen byl zejména Východní Jeruzalém. V několika případech bylo zabráněno ztotožnění voličů v seznamu voličů. Na hlasování dohlížela také izraelská pošta. Hlasy nebyly spočítány v samotných volebních centrech, ale nejprve byly převezeny do jeruzalémského volebního centra. ÚVK také uvedla, že voliči byli zastrašováni tím, že se zaznamenávala čísla průkazů totožnosti a pracovníci registrace byli zadrženi izraelskými složkami.
Šéf zahraniční politiky Evropské unie Javier Solana kritizoval Izrael za nedostatečné uvolnění restrikcí a byl uvedl, že „Izrael nesplnil svůj závazek tak, jak měl“.
Po skončení voleb je EU ocenila a předseda Evropské komise José Manuel Barroso je označil za „velmi důležitý krok k vytvoření životaschopného a demokratického palestinského státu“.

## Výsledky
| Kandidát                          | Strana                                       | Hlasy   | %     |
| --------------------------------- | -------------------------------------------- | ------- | ----- |
| Mahmúd Abbás                      | Fatah                                        | 501 448 | 67,38 |
| Mustafa Barghútí                  | nezávislý                                    | 156 227 | 20,99 |
| Tajsír Chálid                     | Demokratická fronta pro osvobození Palestiny | 26 848  | 3,61  |
| Abdelhalím Hasan Abdelrazík Aškar | nezávislý                                    | 22 171  | 2,98  |
| Bassám as-Sálhí                   | Palestinská komunistická strana              | 21 429  | 2,88  |
| Sajjid Barakah                    | nezávislý                                    | 10 406  | 1,40  |
| Abdel Karim Šubeir                | nezávislý                                    | 5 717   | 0,77  |
| zdroj: ÚVK, IFES                  |                                              |         |       |